# Сіі (1945)
«Сіі» (Shii, яп. 椎) — ескортний міноносець Імперського флоту Японії, який взяв участь у Другій світовій війні.

## Історія створення
Корабель, який став двадцять дев'ятим серед завершених ескортних міноносців типу «Мацу» (та одинадцятим серед таких кораблів підтипу «Татібана»), був закладений 18 вересня 1944 року на верфі ВМФ у Майдзуру. Спущений на воду 13 січня 1945 року, став до ладу 13 березня того ж року.

## Історія служби

### У складі ВМС Японії
За весь час після завершення та до закінчення війни «Сіі» не полишав вод Японського архіпелагу, при цьому з 20 травня 1945-го його включили до 43-ї дивізії ескадрених міноносців.
5 червня 1945-го корабель зазнав легких пошкоджень, підірвавшись на міні у протоці Бунго (розділяє острови Кюсю та Сікоку), загинуло 2 члени екіпажу. Після цього «Сіі» своїм ходом прийшов до Куре, а в липні брав участь у тренування екіпажів людино-торпед «кайтен».
На момент капітуляції Японії корабель перебував у Куре. У жовтні 1945-го «Сіі» виключили зі списків ВМФ та призначили для участі у репатріації японців (по завершенні війни з окупованих територій на Японські острови вивезли кілька мільйонів військовослужбовців та цивільних японської національності). Є відомості, що «Сіі» взяв участь у вивозі японців із Сайгону (зараз Хошимін на півдні В'єтнаму).

### У складі ВМФ СРСР
5 липня 1947-го «Сіі» передали СРСР, де його перейменували у «Вольний». Корабель простояв у Владивостоці до березня 1949-го, після чого перекласифікований у корабель-ціль та дістав нову назву «ЦЛ-24». У листопаді 1959-го «ЦЛ-24» виключили зі списків флоту та здали на злам.